# Rhinella vellardi
Rhinella vellardi är en groddjursart som först beskrevs av Alan E. Leviton och William Edward Duellman 1978.  Rhinella vellardi ingår i släktet Rhinella och familjen paddor. IUCN kategoriserar arten globalt som otillräckligt studerad. Inga underarter finns listade i Catalogue of Life.